# El Popotal
El Popotal är en ort i Mexiko.   Den ligger i kommunen San Andrés Tuxtla och delstaten Veracruz, i den sydöstra delen av landet, 400 km öster om huvudstaden Mexico City. El Popotal ligger 34 meter över havet och antalet invånare är 881.
Terrängen runt El Popotal är platt. Runt El Popotal är det ganska glesbefolkat, med 47 invånare per kvadratkilometer. Närmaste större samhälle är Los Mangos, 19,2 km öster om El Popotal. Omgivningarna runt El Popotal är en mosaik av jordbruksmark och naturlig växtlighet.